# Трав'яне борошно
Трав’яне борошно — штучно висушений зелений корм для всіх видів сільськогосподарських тварин. Його використовують з метою підвищення поживності комбікормів і раціонів для свиней, птиці, молодняку великої рогатої худоби та високопродуктивних корів.
До складу комбікормів для птиці його вводять у кількості 3-5% від їх енергетичної поживності, для свиней – до 10%. Орієнтовна добова даванка трав’яного борошна коровам становить 2-4 кг, телятам віком до року – 0,4-0,6 і старше року – 1-2 кг із розрахунку на одну голову.

## Сировина
Найціннішою сировиною для приготування трав’яного борошна є люцерна, конюшина та їх суміші із злаковими, скошеними у фазі бутонізації. Таке трав’яне борошно являє собою цінний білково-вітамінний корм. За поживністю воно наближається до зернових кормів та переважає їх за якістю протеїну, вмістом мінеральних речовин (передусім кальцію) і вітамінів. Енергетична цінність 1 кг люцернового трав’яного борошна становить 0,7-0,9 кормових одиниць. Воно містить 22% протеїну, до 18% клітковини, 1,2-1,5% кальцію, 0,2-0,3% фосфору, 130-280 мг каротину.
Скошування трав у більш пізні фази, а також порушення технології заготівлі кормів призводить до зниження вмісту в них протеїну, каротину та підвищення масової частки клітковини.

## Виробництво
Для виробництва трав’яного борошна використовують пневмобарабанні сушарки АВМ-0,65; АВ-1,5А; М-804/0-1,55. Борошно одержують з подрібненої до часток 2-3 см завдовжки та висушеної і розмеленої трави. Подрібнена маса подається на транспортер, а з
нього — на барабан сушарки. Там вона висушується теплим повітрям, яке утворюється в топці при згорянні газу чи рідкого палива.
Температура теплоносія на вході в барабан при вологості зеленої маси 70-75% люцерни має бути 400-600°С, конюшини – 650-700, різнотрав’я – 500-700, однорічних трав – 500-700°С. У разі відхилення рівня вологості сировини на 10% температура теплоносія на вході у барабан змінюється на 100°С. Для товстостеблових рослин з підвищеною вологістю температура підвищується на 150-200°С, але не більше, ніж до 900°С.
Трав’яне борошно виробляють у розсипному або гранульованому вигляді. Гранулювання дає змогу краще зберегти у ньому каротин, сприяє зниженню втрат корму під час його згодовування. Каротин стабілізують за допомогою антиокислювачів — сантохіну чи дилудину. 
Об’ємна маса гранульованого борошна значно менша, ніж розсипного (600-700 кг/м3), тому в 3,0-3,5 раза зменшується потреба в тарі і складських приміщеннях. 
Зберігають гранульоване трав’яне борошно насипом або в крафт-мішках.